# 英國—尚比亞關係
尚比亞曾是大英帝國的一部分，當時被稱為北羅得西亞，直到1964年脫離英國獨立。现兩國都是英聯邦的一部分。
尚比亞大使保羅·米霍瓦中將被派驻在在尚比亞駐倫敦高級專員公署。2019年8月，尼古拉斯·伍利被任命為英國駐尚比亞高級專員。

## 历史
1964年通過的《贊比亞獨立法》確保了尚比亞的獨立。
R（Tigere）訴商業、創新和技能國務大臣一案曾由英國最高法院裁定。